# Juhann Begarin
Juhann Begarin (Les Abymes, 7 agosto 2002) è un cestista francese.

## Biografia
È il fratello minore di Jessie Begarin, anch'egli cestista.

## Carriera
È stato selezionato dai Boston Celtics al secondo giro del Draft NBA 2021 (45ª scelta assoluta).